# Capranicaïta
La capranicaïta és un mineral de la classe dels silicats. Rep el nom de la localitat de Capranica, a Itàlia, la seva localitat tipus.

## Característiques
La capranicaïta és un silicat de fórmula química KCaNaAl₄B₄Si₂O18. Va ser aprovada com a espècie vàlida per l'Associació Mineralògica Internacional l'any 2010. Cristal·litza en el sistema monoclínic.
Segons la classificació de Nickel-Strunz, la capranicaïta pertany a «09.DB - Inosilicats amb 2 cadenes senzilles periòdiques, Si₂O₆; minerals relacionats amb el piroxens» juntament amb els següents minerals: balifolita, carfolita, ferrocarfolita, magnesiocarfolita, potassiccarfolita, vanadiocarfolita, lorenzenita, lintisita, punkaruaivita, eliseevita, kukisvumita, manganokukisvumita, vinogradovita, paravinogradovita, nchwaningita, plancheïta, shattuckita i aerinita.
L'exemplar que va servir per a determinar l'espècie, el que es coneix com a material tipus, es troba conservat al museu mineralògic de la Universitat de Roma La Sapienza, a Itàlia, amb el número d'espècimen: mmur 33036/1.

## Formació i jaciments
Va ser descoberta al municipi de Capranica, a la província de Viterbo (Laci, Itàlia). Es tracta de l'únic indret de tot el planeta on ha estat descrita aquesta espècie mineral.